# Nodo viario di Foligno
Il nodo viario di Foligno è un importante punto di intersezione e diramazione delle reti stradale (di competenza ANAS o regionale) e ferroviaria (FS-RFI) del centro Italia ed il principale centro di comunicazioni dell'Umbria. Ha costituito per secoli una vera e propria cerniera nel sistema dei trasporti dell'Italia centrale e per questa sua posizione strategica nel sistema dei trasporti e nella rete viaria, nei secoli passati, Foligno era definita "porto di terra dello Stato Pontificio".

## Nodo stradale
Per quanto riguarda la rete stradale, il nodo si compone delle intersezioni tra le superstrade strada statale 3 Via Flaminia, strada statale 75 Centrale Umbra e strada statale 77 della Val di Chienti, nonché la ex strada statale 316 dei Monti Martani ed altre arterie locali. La SS 3, nel tratto interessato, è una superstrada a quattro corsie, carreggiate separate e corsie d'emengenza con frequenti piazzole di sosta (caratteristica che prosegue fino a Spoleto), servita da un sistema di svincoli costituiti da strade di servizio complanari, costituisce anche raccordo tra la SS 77 e la SS 75 e funge da tangenziale est della città di Foligno. La funzione di tangenziale è svolta da due tratti delle superstrade SS 3 e SS 75 e si esplica tra lo svincolo di Spello (zona industriale nord di Foligno) sulla SS 75 e quello di Foligno Sud sulla SS 3 per un totale di 12,2 km (a questi due svincoli dovrebbe in futuro, secondo i progetti, allacciarsi la tangenziale ovest della città).
Il nodo stradale è parte integrante del Quadrilatero Marche-Umbria che prevede anche la costruzione di una variante sud e di una tangenziale sud-ovest della città di Foligno.

### Svincoli
| Nodo stradale di Foligno - Tangenziale nord-est (SS 75 - SS 3 - SS 77) |
|                                                                        |
| Spello-zona industriale nord di Foligno                                |
| Foligno nord - SS316                                                   |
| SS75 / SS3 Foligno nord zona industriale est                           |
| Foligno via Piave-SRexSS77                                             |
| Foligno est-SS77                                                       |
| Foligno-aeroporto-Viale Roma                                           |
| Foligno-Sant'Eraclio (solo in direzione sud)                           |
| Foligno sud-zona industriale sud-aeroporto                             |
|                                                                        |

## Nodo ferroviario
Per quanto riguarda la rete ferroviaria FS, il nodo si compone della intersezione tra le linee ferroviarie Roma-Ancona e Foligno-Terontola (con prosecuzione fino a Firenze) che si origina dalla stazione di Foligno, in cui fermano circa cento treni passeggeri al giorno. Nel tratto interessato la ferrovia Roma-Ancona è a doppio binario, mentre la Foligno-Terontola è a binario singolo.

## Interconnessione tra sistemi di trasporto
I due sistemi viari stradale e ferroviario sono attualmente raccordati tra loro, per quanto riguarda i passeggeri, tramite la stazione autobus adiacente alla stazione ferroviaria ed un sistema di parcheggi a servizio della stazione, serviti anche da bus-navetta e capienti di circa 1200 posti auto; per quanto riguarda le merci, tramite il vecchio scalo merci di Foligno.
Si sta avviando la realizzazione di un centro intermodale con piastra logistica che comprende al suo interno anche un nuovo scalo merci ferroviario, tale interporto sarà il principale dell'Umbria e raccorderà al meglio i diversi sistemi di trasporto. La localizzazione del centro intermodale è contigua al perimetro aeroportuale di Foligno all'interno del quale già passa la linea ferroviaria Roma-Ancona, e consentirà quindi un raccordo oltre che tra i sistemi di trasporto su ferro e su gomma, anche con quello aereo. Adiacente all'aeroporto si trova attualmente anche la sezione operativa di Foligno dell'ufficio delle Dogane.